# Itterivier
De Itterivier (Zweeds - Fins: Ittetjuolmajåkka; Samisch: Ittejohka) is een bergrivier die stroomt in de Zweedse  gemeente Kiruna. De rivier krijgt haar water van de berghellingen van de Ittevárri, een berg van 886 meter hoogte. De rivier stroomt zuidwaarts en stroomt na 20 kilometer de Tavvarivier in.
Afwatering: Itterivier → Tavvarivier → Lainiorivier → Torne → Botnische Golf